# Phil Gee
Philip John Gee (sinh ngày 19 tháng 12 năm 1964) là một cựu cầu thủ bóng đá người Anh thi đấu ở vị trí tiền đạo từ năm 1984 đến năm 1998.

## Sự nghiệp thi đấu
Gee thi đấu tại Premier League cho Leicester City, ghi bàn thắng giúp cho đội bóng có điểm số đầu tiên tại Premier League trong trận hòa 1-1 trước QPR. Ông cũng thi đấu tại Football League cho Derby County và Plymouth Argyle, trước khi kết thúc sự nghiệp tại Non-league với Hednesford Town và Shepshed Dynamo.